# Ankarinarivo Manirisoa
Ankarinarivo Manirisoa is een plaats en commune in het zuiden van Madagaskar, behorend tot het district Fianarantsoa II, dat gelegen is in de regio Haute Matsiatra. Tijdens een volkstelling in 2001 telde de plaats 8.400 inwoners.
De plaats biedt enkel lager onderwijs aan. 99,5 % van de bevolking werkt als landbouwer. Het belangrijkste landbouwproduct is rijst en druiven; andere belangrijke producten zijn ananas en maniok. Verder is 0,5% actief in de dienstensector.